# Incidente della Dobrovoljačka Ulica
L'incidente della Dobrovoljačka Ulica avvenne il 3 maggio del 1992 a Sarajevo in via Dobrovoljačka, quando i membri dell'Armata della Repubblica di Bosnia ed Erzegovina (Armija BiH) attaccarono una colonna dell'Jugoslovenska narodna armija (JNA), l'esercito jugoslavo, che si stava ritirando dalla città. L'avvenimento avvenne all'indomani dell'attacco sferrato dall'esercito jugoslavo al Palazzo presidenziale bosniaco allo scopo di conquistare il medesimo ed prendere il controllo militare del paese.

## L'attacco
Il 27 aprile 1992 il Presidente della Repubblica di Bosnia ed Erzegovina Alija Izetbegović venne convocato in Portogallo dalla Comunità Europea per una conferenza sulla Bosnia Erzegovina.
Al suo ritorno a Sarajevo fu preso in ostaggio dai militari dell'Armata popolare jugoslava (JNA) e venne portato nella caserma di Lukavica. Dopo lunghe trattative, grazie alla mediazione del rappresentante del UNPROFOR, fu accordato lo scambio del presidente con Milutin Kukanjać, colonnello generale dell'JNA, prigioniero con i suoi 400 uomini nella caserma bosniaca di Bistrik. Izetbegović diede il suo consenso al rilascio di Kukanjać e i suoi 400 uomini, senza tuttavia che fossero stati informati Ejup Ganić, rappresentante della presidenza collettiva della corrente "jugoslava", e Sefer Halilović, capo di stato maggiore dell'Armata della Repubblica di Bosnia ed Erzegovina nonché leader del gruppo paramilitare Lega Patriottica.
Quando il convoglio con Kukanjać uscì dalla caserma, alcuni membri dell'esercito bosniaco divisero la colonna di blindati in due tronconi: Kukanjać e 200 dei suoi uomini riuscirono a lasciare il luogo, mentre gli altri rimasero bloccati. In quest'ultimo gruppo, sei militari furono uccisi e duecento circa furono fatti prigionieri. Dopo difficili trattative i prigionieri vennero rilasciati. La vicenda mise in cattiva luce Ganić e Sefer Halilović e deteriorò le loro relazioni col presidente Izetbegović.

## Conseguenze

### Arresti
L'episodio della Dobrovolijcka suscitò molte discussioni e polemiche, in Bosnia ed Erzegovina ma soprattutto in Serbia dove l'avvenimento fu spesso strumentalizzato a fini politici. A titolo d'esempio, il numero delle vittime fu spesso aumentato (oltre 40) e questo sebbene lo stesso Kukanjac abbia sempre pubblicamente indicato che nell'attacco morirono 6 militari dell'esercito jugoslavo. In quest'ottica, nel 2010-11 la Procura serba emanò due mandati internazionali per la cattura dei presunti responsabili dell'Incidente. I mandati portarono all'arresto dell'allora generale dell'Armata della Repubblica di Bosnia ed Erzegovina, Jovan Divjak e dell'ex Presidente della Federazione di Bosnia ed Erzegovina, Ejup Ganić.
Arresto di Ejup Ganić
Il 1º marzo 2010 Ejup Ganić fu arrestato all'aeroporto di Heathrow a Londra dopo che le autorità giudiziarie serbe emanarono un mandato di estradizione. Venne accusato di cospirazione per l'omicidio di 40 soldati dell'esercito popolare jugoslavo (JNA) nell'autodifesa di via Dobrovoljačka nel maggio 1992.
Fu rilasciato il 12 marzo dopo che l'imprenditrice bosniaca Sanela Diana Jenkins pagò la cauzione. Il giudice John Laws riconobbe che il mandato d'arresto della Serbia aveva motivi politici e quindi concesse la libertà di Ganić. Gli avvocati della difesa di Ganić affermarono anche, che la Serbia non aveva ancora prodotto alcuna prova reale e che la maggior parte dei loro presunti indizi era costituita da articoli di notizie riguardanti l'incidente di via Dobrovoljačka. Dunque, il 27 luglio 2010, il tribunale della città di Westminster bloccò la sua estradizione e lo rilasciò, il giudice affermò inoltre che era stato indotto a credere che i procedimenti di estradizione fossero stati "avviati ed utilizzati per scopi politici, abusando del processo di questa corte".
Arresto di Jovan Divjak

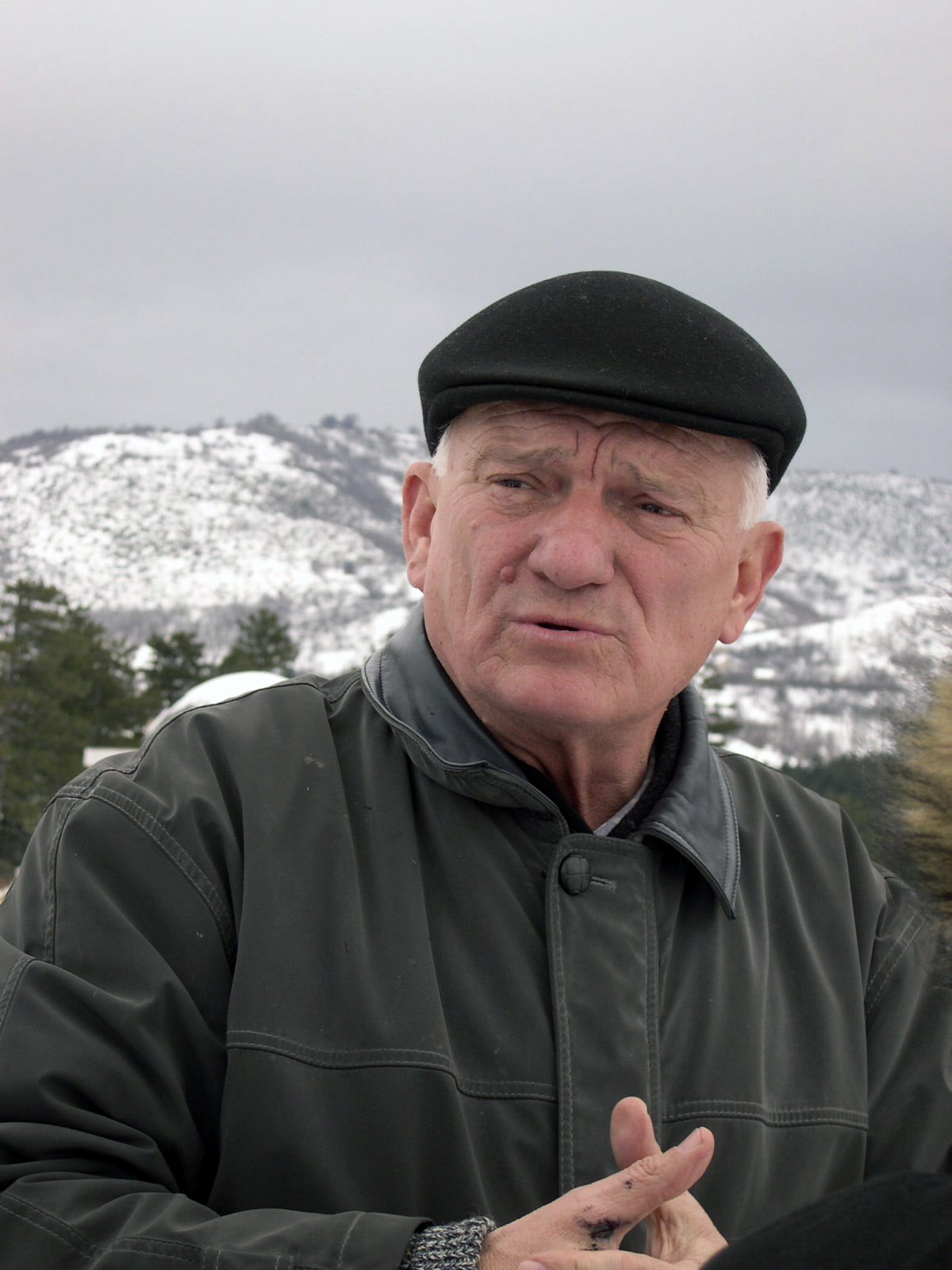
Jovan Divjak 07.04.2011

Jovan Divjak era un serbo con il grado di generale dell'armata bosniaca che durante l'assedio di Sarajevo (1992-1996) si era schierato con i bosniaci alfine di difendere la capitale dall'esercito dei nazionalisti serbi Karadžić e Mladić.
Divjak fu arrestato la sera del 3 marzo del 2011 all'aeroporto di Vienna, sulla base di un mandato di cattura internazionale, mentre stava per imbarcarsi sull'aereo per Bologna, dove era atteso per una conferenza. Cinque giorni dopo l'arresto fu scarcerato dietro pagamento di una cauzione. Tuttavia venne obbligato a restare a Vienna fino alla fine del processo. Il 29 luglio 2011 le autorità giudiziarie austriache smentirono nuovamente le accuse mosse dal governo serbo, permettendo a Divjak di tornare a Sarajevo.
Secondo il portavoce del ministero degli Interni austriaco, Rudolf Golia, Divjak sarebbe stato accusato dalla Serbia per i fatti della Dobrovoljacka ulica.
In seguito a questo la Procura di Stato bosniaca ribadì che i fatti della Dobrovoljacka «si sono svolti in territorio bosniaco, i sospettati sono cittadini bosniaci e l'unica istituzione deputata a occuparsi di quella vicenda è la Corte della Bosnia Erzegovina».
Il 3 maggio 1992, Divjak era presente nel luogo dell'incidente. Tuttavia, il suo comportamento fu tutt'altro che criminale o violento. Infatti, un celebre filmato dell'avvenimento mostra chiaramente Divjak gridare a squarciagola "Non sparate, non sparate" mentre in lontananza si sentono alcune raffiche di mitra rivolte verso una parte del convoglio militare.

### Ripercussioni politiche
Gli arresti provocarono molte polemiche, che vennero rilanciate nel 2012 dalla decisione da parte della Procura della Bosnia Erzegovina di chiudere l'inchiesta a carico di 14 sospettati. In disaccordo, l'SNSD di Milorad Dodik e il partito democratico serbo (SDS) proposero al parlamento della Bosnia ed Erzegovina una legge che richiedeva lo scioglimento della Corte della Bosnia ed Erzegovina e della sua sezione speciale su crimini di guerra e crimine organizzato.
La legge venne votata dal parlamento il 14 febbraio 2012, con esito negativo, mentre le associazioni delle vittime del conflitto protestavano contro l'abolizione della Corte.